# Isotogastruroidea
Isotogastruroidea is een superfamilie van springstaarten en telt 7 soorten.

## Taxonomie
- Familie Isotogastruridae - Thibaud J-M & Najt J, 1992, i.s. 
  - Geslacht Isotogastrura - Thibaud, J-M et Najt, J, 1992
    - Isotogastrura ahuizotli - Palacios-Vargas, JG et Thibaud, J-M, 1998
    - Isotogastrura arenicola - Thibaud, J-M et Najt, J, 1992
    - Isotogastrura atuberculata - Palacios & Thibaud, 2001
    - Isotogastrura coronata - Fjellberg, 1995
    - Isotogastrura litoralis - Thibaud, J-M et Weiner, WM in Najt, J et Matile, L, 1997
    - Isotogastrura madagascariensis - Thibaud, J-M, 2008
    - Isotogastrura veracruzana - Palacios-Vargas, JG et Thibaud, J-M, 1998